# Nikołaj Abelman
Nikołaj Samuiłowicz Abelman (ros. Николай Самуилович Абельма́н, ur. 19 lutego 1887 w Kowrowie, zm. 7 lipca 1918 w Moskwie) – działacz bolszewicki.

## Życiorys
Był inżynierem, w latach 1914-1916 pracował w Carycynie (obecnie Wołgograd), później w Kowrowie, w marcu 1917 wstąpił do SDPRR(b), stał się aktywnym działaczem kowrowskiej organizacji partyjnej. Od maja 1917 był przewodniczącym Komitetu SDPRR(b) miasta Kowrowa, po rewolucji październikowej został przewodniczącym Kowrowskiego Komitetu Wojskowo-Rewolucyjnego, a w styczniu 1918 Rady Kowrowskiej. Brał udział w likwidacji buntu lewicowych eserowców w Moskwie. W lipcu 1918 był delegatem z Kowrowa na V Wszechrosyjski Zjazd Rad. Został zabity przez czarnosecińców w rejonie placu Strażnicy Pokrowskiej, którą później nazwano jego imieniem. Pochowano go na Cmentarzu Nowodziewiczym.